# Pororoca

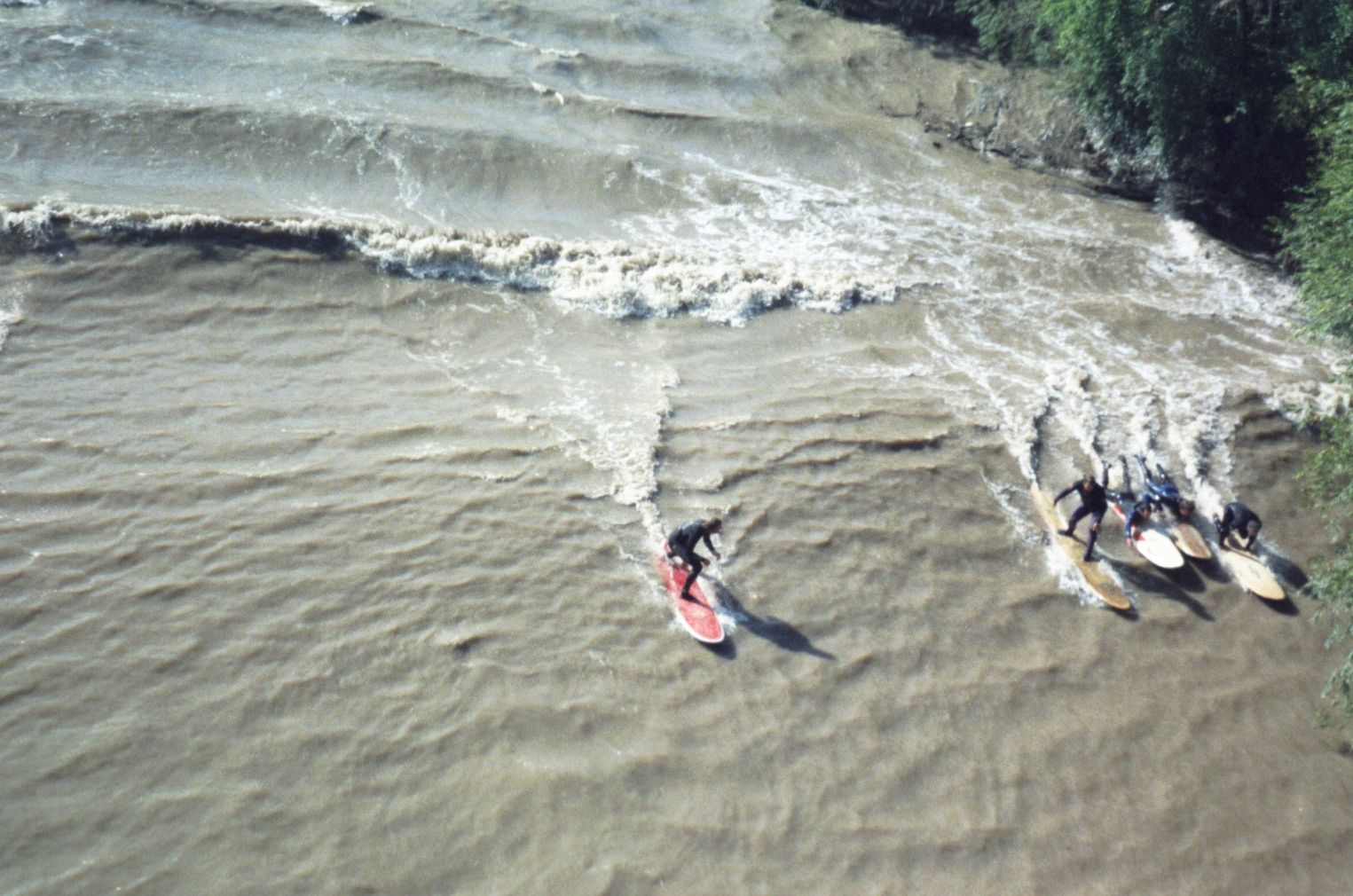
Surfistas acompanham o macaréu no rio Severn, no Reino Unido.

Pororoca ou mupororoca é a forma como são denominados os macaréus que ocorrem na Amazônia. Trata-se de um fenômeno natural produzido pelo encontro das correntes fluviais com as águas oceânicas.
Conforme o Dicionário de Tupi Antigo (2013), "pororoca" origina-se do tupi pororoka, palavra composta pelo verbo pororok (explodir, rebentar, estrondar) e o sufixo substantivador -a. Deste modo, a palavra significa estrondo, explosão, ato de rebentar.

## Descrição
O fenômeno manifesta-se, no Brasil, na foz do rio Amazonas e afluentes do litoral paraense e amapaense (rio Araguari, rio Maiacaré, rio Guamá, Rio Capim, Rio Moju) e na foz do rio Mearim, no Maranhão. Esse choque das águas derruba árvores de grande porte e modifica o leito dos rios.
Recentemente, o fenômeno tem atraído praticantes de surfe, transformando-se numa atração turística regional amazônica.
Em julho de 2015, foi declarado oficialmente que o fenômeno já não ocorre no rio Araguari. A ocupação irregular de áreas nativas para a criação de búfalos foi um dos principais fatores que provocaram o fim do fenômeno da pororoca na bacia desse rio do extremo leste do Amapá.